# (12812) Cioni
(12812) Cioni (1996 CN7) – planetoida z grupy pasa głównego asteroid okrążająca Słońce w ciągu 3,75 lat w średniej odległości 2,41 j.a. Odkryta 14 lutego 1996 roku.